# Eucyclotoma carinulata
Eucyclotoma carinulata is een slakkensoort uit de familie van de Raphitomidae. De wetenschappelijke naam van de soort is voor het eerst geldig gepubliceerd in 1875 door Souverbie.